# Wyżni Barani Zwornik
Wyżni Barani Zwornik (słow. Vyšná Barania strážnica, ok. 2500 m n.p.m.) – niewybitny szczyt w głównej grani Tatr, wznoszący się nad dolinami: Czarną Jaworową (Čierna Javorová dolina), Dziką (Veľká Zmrzlá dolina) i Pięciu Stawów Spiskich (kotlina Piatich Spišských plies).
W Wyżnim Baranim Zworniku od głównej grani Tatr odchodzi na południowy wschód długa grań boczna, w której wznoszą się m.in. Baranie Rogi (Baranie rohy, 2526 m), Durny Szczyt (Pyšný štít, 2621 m) oraz Łomnica (Lomnický štít, 2634 m). Od położonych w odległości ok. 100 m Baranich Rogów oddziela go Wyżnia Barania Ławka (Barania priehyba).
Od masywu Śnieżnego Szczytu (Snehový štít, 2467 m) Wyżni Barani Zwornik oddziela Śnieżna Przełęcz (Ľadové sedlo, 2341 m). W grani biegnącej od niej do szczytu można wyróżnić następujące formacje:
- Baranie Czuby (Baranie hrby) – odcinek grani rozdzielony na pół Niżnimi Baranimi Wrótkami (Nižné baranie vrátka),
- Pośrednie Baranie Wrótka (Prostredné baranie vrátka),
- Barani Kopiniaczek (Baraní mních),
- Wyżnie Baranie Wrótka (Vyšné baranie vrátka),
- Niżni Barani Zwornik (Nižná Barania strážnica, ok. 2480 m), od którego na północ odchodzi Barania Grań (hrebeň Baraních veží),
- Niżnia Barania Ławka (Nižná barania lávka),
- Barani Kopiniak (Hrebeň baraních strážnic),
- Pośrednia Barania Ławka (Sedlo baraních strážnic)[1].

Od Papirusowych Turni w masywie Czarnego Szczytu (Čierny štít, 2434 m) wierzchołek oddziela Przełęcz Stolarczyka (Stolarczykovo sedlo, 2370 m). Pomiędzy nią a Wyżnim Baranim Zwornikiem wypiętrza się Barania Kazalnica.
Na południowy zachód od Wyżniego Baraniego Zwornika wybiega jeszcze żebro, w dolnej części którego wznosi się Barania Igła, od szczytu oddzielona Baranim Przechodem.
Na Wyżni Barani Zwornik nie prowadzi żaden szlak turystyczny. Najłatwiejsze drogi nieznakowane prowadzą na szczyt od Pośredniej Baraniej Ławki lub od Przełęczy Stolarczyka.
Pierwsze znane wejścia:
- latem – Józef Stolarczyk, Ambroży Reformat (Tomasz Trausyl), Wojciech Gąsienica Kościelny, Wojciech Ślimak, Szymon Tatar starszy i Jędrzej Wala starszy, przed 17 września 1867 r.,
- zimą – Adam Karpiński i Konstanty Narkiewicz-Jodko, 4 kwietnia 1928 r.